# Go A
Go_A (ukr. Ґоу_Ей) – ukraińska grupa tworząca muzykę z gatunku folktronica.

## Historia
Pomysł na założenie zespołu powstał w 2011, jednak pierwsze kroki do jego stworzenia miały miejsce w 2012. Wówczas także wydali oni swój pierwszy utwór pt. „Kolada”.
Rozgłos w kraju zdobyli w 2015, kiedy to wydali utwór „Wesnianka”, z którym wygrali konkurs na najlepszą ukraińską piosenkę roku 2015. Pod koniec 2016 wydali debiutancki album pt. Idy na zwuk, a na początku 2017 razem z Katją Chilli wydali świąteczny utwór „Szczedri weczir”.

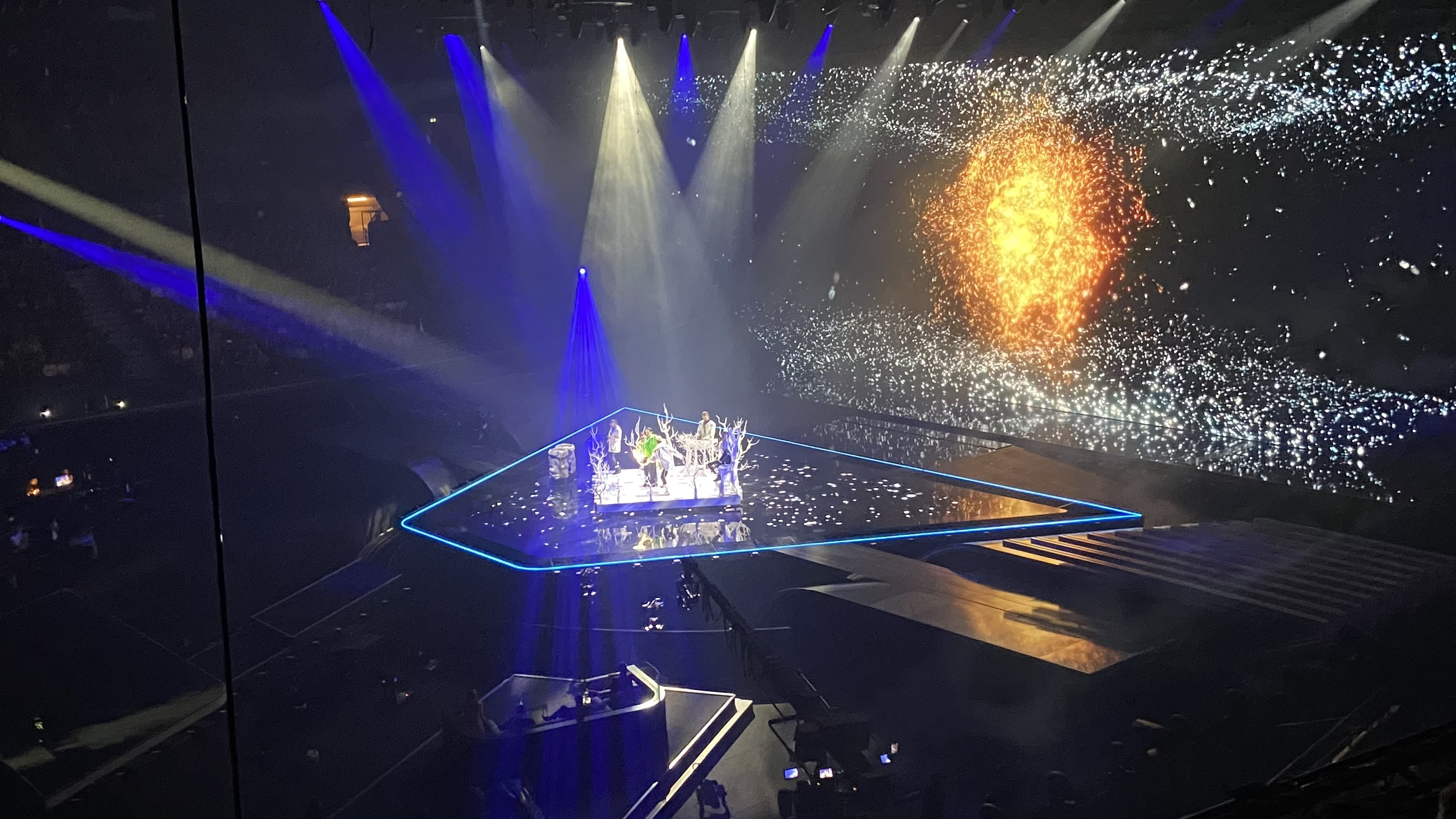
Zespół podczas próby jurorskiej pierwszego półfinału 65. Konkursu Piosenki Eurowizji (2021)

W 2020 wydali singel „Sołowej”, z którym zgłosili się do ukraińskich preselekcji, mających na celu wybór reprezentanta Ukrainy w 65. Konkursie Piosenki Eurowizji. 22 lutego zwyciężyli w finale, otrzymując maksymalną liczbę punktów, jednak w marcu Eurowizja została odwołana z powodu pandemii COVID-19. Po anulowaniu konkursu zostali wybrani wewnętrznie do reprezentowania Ukrainy w Konkursie Piosenki Eurowizji 2021, a na początku lutego 2021 ogłoszono, że wystąpią w konkursie z utworem „Szum”. 18 maja po występie w półfinale zakwalifikowali się do finału Eurowizji, zajęli w nim piąte miejsce po zdobyciu 364 punktów, w tym 267 pkt od telewidzów (2. miejsce) i 97 pkt od jurorów (9. miejsce).

## Dyskografia

### Albumy
| Rok  | Album                                                                                                  | Najwyższa pozycja na liście |
| Rok  | Album                                                                                                  | LTU                         |
| ---- | --- | --------------------------- |
| 2016 | Idy na zwuk - Wydany: 1 listopada 2016 - Wytwórnia: Moon Records - Format: digital download, streaming | 56                          |

### Single
| Rok                                                      | Tytuł                                 | Najwyższa pozycja na liście | Najwyższa pozycja na liście | Najwyższa pozycja na liście | Najwyższa pozycja na liście | Najwyższa pozycja na liście | Najwyższa pozycja na liście | Najwyższa pozycja na liście | Najwyższa pozycja na liście | Najwyższa pozycja na liście | Najwyższa pozycja na liście | Najwyższa pozycja na liście | Najwyższa pozycja na liście | Najwyższa pozycja na liście | Najwyższa pozycja na liście | Najwyższa pozycja na liście | Najwyższa pozycja na liście | Najwyższa pozycja na liście | Najwyższa pozycja na liście | Najwyższa pozycja na liście | Najwyższa pozycja na liście | Najwyższa pozycja na liście | Certyfikat         | Album       |
| Rok                                                      | Tytuł                                 | UKR                         | UKR                         | UKR                         | UKR                         | RUS                         | RUS                         | WNP                         | BEL                         | AUT                         | CZE                         | FIN                         | GRE                         | NLD                         | IRL                         | ICE                         | LTU                         | GER                         | SVK                         | SWI                         | SWE                         | UK                          | Certyfikat         | Album       |
| Rok                                                      | Tytuł                                 | Airplay                     | Radio                       | YouTube                     | All Media                   | YouTube                     | All Media                   | Radio                       | Flandria                    | AUT                         | CZE                         | FIN                         | GRE                         | NLD                         | IRL                         | ICE                         | LTU                         | GER                         | SVK                         | SWI                         | SWE                         | UK                          | Certyfikat         | Album       |
| -------------------------------------------------------- | ------------------------------------- | --------------------------- | --------------------------- | --------------------------- | --------------------------- | --------------------------- | --------------------------- | --------------------------- | --------------------------- | --------------------------- | --------------------------- | --------------------------- | --------------------------- | --------------------------- | --------------------------- | --------------------------- | --------------------------- | --------------------------- | --------------------------- | --------------------------- | --------------------------- | --------------------------- | ------------------ | ----------- |
| 2012                                                     | „Kolada”                              | –                           | –                           | –                           | –                           | –                           | –                           | –                           | –                           | –                           | –                           | –                           | –                           | –                           | –                           | –                           | –                           | –                           | –                           | –                           | –                           | –                           |                    | –           |
| 2015                                                     | „Wesnianka”                           | –                           | –                           | –                           | –                           | –                           | –                           | –                           | –                           | –                           | –                           | –                           | –                           | –                           | –                           | –                           | –                           | –                           | –                           | –                           | –                           | –                           |                    | Idy na zwuk |
| 2017                                                     | „Szczedri weczir” (oraz Katya Chilly) | –                           | –                           | –                           | –                           | –                           | –                           | –                           | –                           | –                           | –                           | –                           | –                           | –                           | –                           | –                           | –                           | –                           | –                           | –                           | –                           | –                           |                    | –           |
| 2019                                                     | „Rano-raneńko”                        | –                           | –                           | –                           | –                           | –                           | –                           | –                           | –                           | –                           | –                           | –                           | –                           | –                           | –                           | –                           | –                           | –                           | –                           | –                           | –                           | –                           |                    | –           |
| 2020                                                     | „Sołowej”                             | 13                          | 16                          | 59                          | 27                          | –                           | –                           | 314                         | –                           | –                           | –                           | –                           | –                           | –                           | –                           | –                           | –                           | –                           | –                           | –                           | –                           | –                           |                    | –           |
| 2020                                                     | „Dobrym lyudjam na zdorowja”          | –                           | –                           | –                           | –                           | –                           | –                           | –                           | –                           | –                           | –                           | –                           | –                           | –                           | –                           | –                           | –                           | –                           | –                           | –                           | –                           | –                           |                    | –           |
| 2021                                                     | „Szum”                                | 10                          | 17                          | 1                           | 1                           | 6                           | 35                          | 329                         | 29                          | 35                          | 55                          | 17                          | 8                           | 19                          | 37                          | 11                          | 3                           | 66                          | 61                          | 36                          | 27                          | 59                          | - POL: złota płyta | –           |
| „–” oznacza, że singel nie był notowany na danej liście. |                                       |                             |                             |                             |                             |                             |                             |                             |                             |                             |                             |                             |                             |                             |                             |                             |                             |                             |                             |                             |                             |                             |                    |             |